# Kričke (Novszka)
Kričke falu Horvátországban, Sziszek-Monoszló megyében. Közigazgatásilag Novszkához tartozik.

## Fekvése
Sziszek városától légvonalban 58, közúton 79 km-re délkeletre, községközpontjától légvonalban 10, közúton 16 km-re északkeletre, a megyehatáron fekszik.

## Története
Területe már a középkorban is lakott volt. 1231-től ez a vidék a Szencsei család birtoka volt. Valószínűleg ők építtették a falutól délre emelkedő magaslaton feltételezett, eddig feltáratlan várat. A fokozódó török támadások hatására 1540-ben Szencsei Kristóf behódolt a szultánnak. Ennek ellenére nem tudta megtartani birtokait, négy várat át kellett adnia a szultánnak. A török uralom idején pravoszláv lakosság települt le itt. A térség csak 1685-ben szabadult fel a török uralom alól.
A falu 1773-ban az első katonai felmérés térképén „Dorf Kricske” néven szerepel. 1857-ben 289, 1910-ben 612 lakosa volt. Pozsega vármegye Novszkai járásához tartozott. 1918-ban az új szerb-horvát-szlovén állam, majd később Jugoszlávia része lett. A II. világháború idején a Független Horvát Állam része volt. A háború után enyhült a szegénység és sok ember talált munkát a közeli városokban. 1991-ben teljes lakossága szerb nemzetiségű volt. 1991. június 25-én a független Horvátország része lett, szerb lakossága azonban a szerb erőkhöz csatlakozott. A horvát hadsereg 1991 novemberében az Orkan 91 hadművelet keretében foglalta vissza. A szerb lakosság elmenekült. A településnek 2011-ben mindössze 23 lakosa volt.

## Népesség
| Lakosság változása | Lakosság változása | Lakosság változása | Lakosság változása | Lakosság változása | Lakosság változása | Lakosság változása | Lakosság változása | Lakosság változása | Lakosság változása | Lakosság változása | Lakosság változása | Lakosság változása | Lakosság változása | Lakosság változása | Lakosság változása |
| ------------------ | ------------------ | ------------------ | ------------------ | ------------------ | ------------------ | ------------------ | ------------------ | ------------------ | ------------------ | ------------------ | ------------------ | ------------------ | ------------------ | ------------------ | ------------------ |
| 1857               | 1869               | 1880               | 1890               | 1900               | 1910               | 1921               | 1931               | 1948               | 1953               | 1961               | 1971               | 1981               | 1991               | 2001               | 2011               |
| 289                | 377                | 465                | 581                | 633                | 612                | 597                | 584                | 451                | 429                | 379                | 284                | 213                | 170                | 21                 | 23                 |

## Nevezetességei
A falutól délre a Kučerine vagy más néven Šarampov nevű kiemelkedő helyen a Szencseiek által építtetett, eddig meghatározatlan középkori vár maradványait feltételezik.